# Bensidin
Bensidin är trivialnamn för 4,4'-diaminobifenyl och är i rent tillstånd färglösa kristaller. Ämnet framställs i två steg från nitrobensen, som i första steget omvandlas till 1,2-difenylhydrazin. Detta hydrazin ombildas sedan under reaktion med mineralsyror till 4,4'-bensidin.
Bensidin ingår som komponent i azofärgämnen vilka kan användas vid färgning av bomull. Genom inverkan av rykande svavelsyra bildar bensidin en rad sulfosyror med växlande sammansättning beroende på använd mängd syra, reaktionstid och temperatur. Denna sulfosyra används för tillverkning av olika färgämnen som pyraminorange och sulfonazurin. Bensidin används också för framställning av orto-dianisidin för tillverkning av en rad färgämnen som oxaminsvart, chicagoblått och färgämnesgruppen diamin, som används i textilfärgerier.
Användningen har efter hand minskat till följd av ämnets cancerframkallande egenskaper.